# Braids

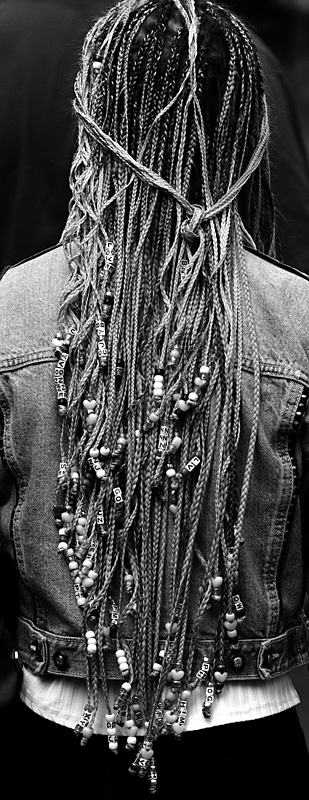
Braids mit Perlen in den Haarspitzen verziert.

Unter Braids (von englisch braid = flechten) versteht man jede Art von Flechtfrisur, also geflochtene Haare. Darunter fallen zum Beispiel Cornrows, Twists, Nubian Locks,  sowie  auch  Rastazöpfe. Letztere bezeichnen eine Flechtfrisur, die aus vielen dünnen Flechtzöpfen besteht und mit einer drei-strähnigen Flechttechnik geflochten wird. Rastazöpfe werden daher im Englischen Individual Braids genannt, um sie von anderen Flechtfrisuren zu unterscheiden.
Braids werden in Europa, Afrika und den USA sowohl von Frauen als auch von Männern meist als modische Frisur getragen. In manchen Kulturkreisen, beispielsweise bei den Massai, können sie aber religiöse oder spirituelle Hintergründe haben.

## Weitere Begriffe
Die Begriffe Rasta-Locken, Rasta-Zöpfe oder Rastas werden oft synonym für Braids verwendet, können aber auch andere Frisuren, beispielsweise Cornrows oder die verfilzten Dreadlocks, bezeichnen. Seltener wird die Bezeichnung Afrolocken verwendet, da sie leicht mit dem Afro-Look verwechselt werden kann.

## Geschichte

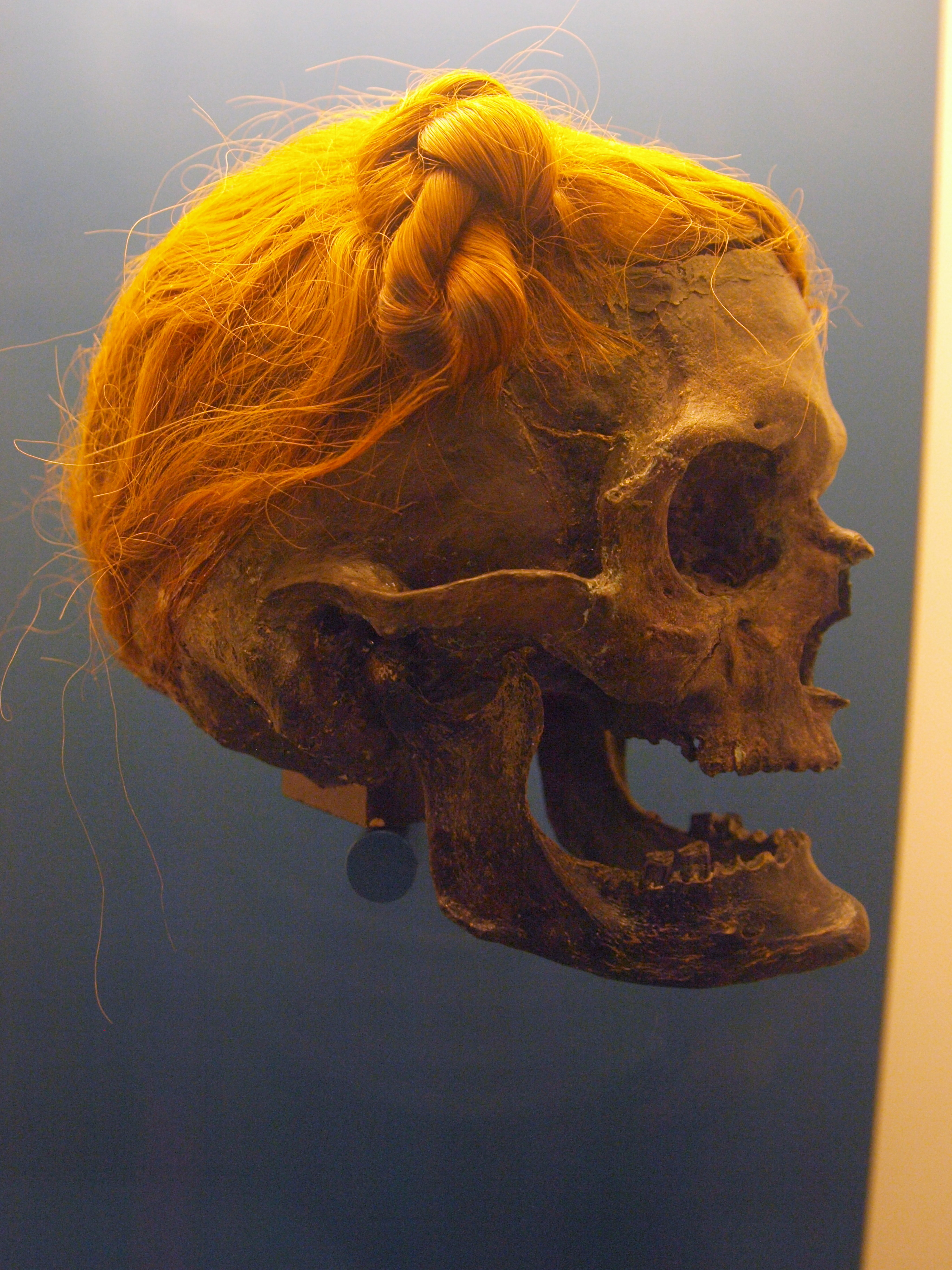
Suebenknoten am Kopf der Moorleiche von Osterby

Frisuren aus geflochtenem Haar kamen in der Geschichte der Menschheit immer wieder vor.

### Afrika
Die Hauptursprünge gehen vermutlich von afrikanischen Volksstämmen aus.
Von den Massai und den nahe verwandten Samburu ist bekannt, dass die jungen Männer ihre markanten ockerfarbenen Braids nach alter Tradition zum Flirten einsetzten. Sie wurden dafür vor dem Gesicht der Herzensdame hin- und hergeschleudert, um diese zu beeindrucken.
Die Braids gelten bei den jungen Männern des Hirten- beziehungsweise Nomadenvolkes aus Kenia und Tansania noch immer als Statussymbol. Während ihrer Kriegerzeit, die etwa im Alter von zwölf Jahren mit der Beschneidung und der Rasur des Hauptes beginnt, dürfen sie ihre Haare wachsen lassen. In dieser Zeit werden die Haare kunstvoll zu Braids geflochten und mit Ton bestrichen und somit ockerfarben oder rötlich gefärbt. Die Kriegerzeit der Massai- und Samburu-Männer endet mit ihrem zwanzigsten Lebensjahr und ab diesem Zeitpunkt dürfen die Haare nicht mehr lang getragen werden.

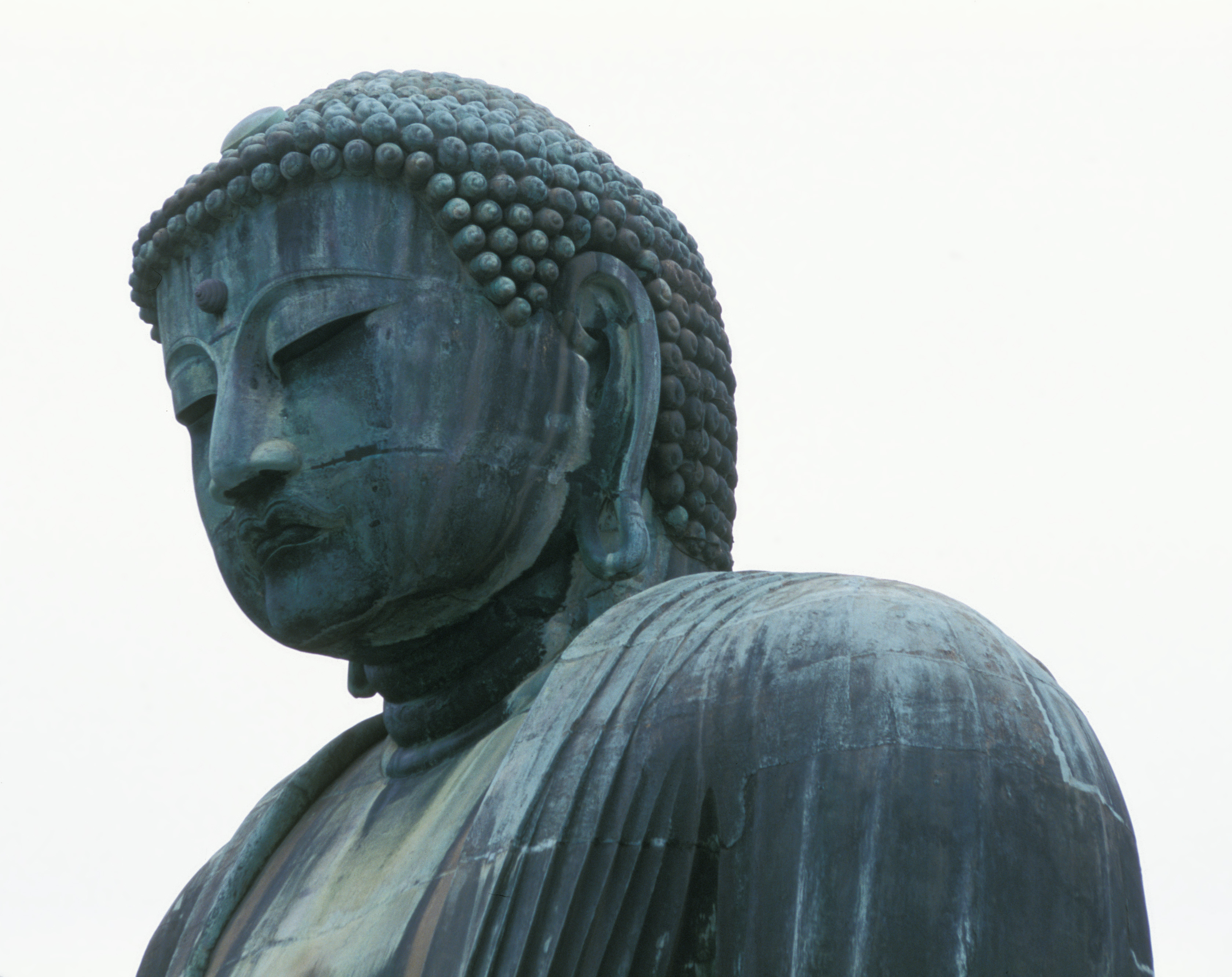
Buddhastatue in Kamakura mit Pfefferkornhaar

### Buddha
Den Überlieferungen nach soll Buddha charakteristische Braids oder eine ähnliche Frisur getragen haben, die nahe an der Kopfhaut zu meist recht kurzen Ringellocken zusammengewickelt waren und als Pfefferkornhaar (Pepper Corn Hair) bezeichnet wurden.
Dieses Pfefferkornhaar war im alten Griechenland verbreitet.

### Indigene (USA)
Braids waren bei den Indigenen bekannt.
So flochten die Männer der Mohave, einem indigenen Volksstamm im Südwesten der USA, Mitte des 19. Jahrhunderts und noch später ihr Haar typischerweise in lange, gezwirbelte und gefestigte Strähnen, die den heutigen Braids ähnelten.

### Kelten
Die antiken Kelten trugen laut des römischen Feldherren Gaius Julius Caesar „Haar wie Schlangen“. Möglicherweise spielte Caesar mit dieser Aussage auf den bekannten griechischen Mythos an, indem er die Kelten rein äußerlich mit einem antiken Scheusal, der Medusa, verglich. Der Sage nach hatte die gorgonische Medusa „Schlangen statt Haare“ auf dem Kopf und war von einem derart fürchterlichen Anblick, dass jeder, der sie ansah, sofort zu Stein erstarren musste.
Langes Haar, das für Männer und Frauen typisch war, wurde meist in einer Reihe von Locken oder Zöpfen getragen. Es wird berichtet, dass junge keltische Krieger ihrem Haupthaar besondere Aufmerksamkeit schenkten. Sie imprägnieren es mit einer Art Schlämmkreide zum weiteren Aufhellen der Haarfarbe und damit sie steife Büschel zu phantastischen Spitzfrisuren formen konnten, als einem wahrhaft furchteinflößenden Anblick auf dem Schlachtfeld. Dabei strichen sie ihr Haar von der Stirn über den Kopf zurück in den Nacken, sodass ihr Aussehen dem von Satyrn und Panen ähnelte. Sie hatten ihr Haar so schwer und grob gemacht, dass es sich in keiner Hinsicht von der Mähne der Pferde unterschied.

## Herstellung und Entstehungsweise
Eine Mindesthaarlänge von fünf Zentimetern sollte gegeben sein. Je länger das Kopfhaar ist, desto besser halten die Braids. Eine Mindestlänge von zehn bis fünfzehn Zentimetern ist für dickere Braids vorteilhafter. Die Flechtdauer richtet sich nach der Haarlänge und der Anzahl der einzelnen Zöpfe und beträgt fünf bis zehn Stunden.
Es gibt beim Flechten von Braids unterschiedliche Stile, Arten und Varianten:
- Casamas Braids: Sehr dicke Braids; der Begriff ist eine lautmalerische Verkürzung von Casamance Braids, die nach ihrem Ursprung in der Casamance, dem südlichen Landesteil Senegals, benannt sind.[2]
- Micro Braids: Sehr dünne Braids.
- Open Braids: Bei diesen Braids wird etwas über das Eigenhaar hinaus geflochten, um es vor dem Verfilzen zu schützen. Der Rest des Haares wird, wie der Name besagt, offen gelassen. Dies eignet sich für eine Haarverlängerung oder Haarverdichtung. In diesem Fall wird Kunsthaar oder Echthaar mit eingeflochten und die Ansätze werden versteckt. Diese Art der Open Braids wird auch Invisible Braids genannt.